# Wojewódzkie Przedsiębiorstwo Komunikacyjne w Katowicach
Wojewódzkie Przedsiębiorstwo Komunikacyjne w Katowicach – największe z Wojewódzkich Przedsiębiorstw Komunikacyjnych w okresie Polskiej Rzeczypospolitej Ludowej. Powstało z przekształcenia Śląsko-Dąbrowskich Linii Komunikacyjnych, uchwałą Wojewódzkiej Rady Narodowej w Katowicach podjętą 27 lutego 1951 roku.

## Struktura
Przed postawieniem przedsiębiorstwa w stan likwidacji WPK składało się z 11 zakładów eksploatacyjnych:
- Zakład Komunikacyjny nr 1 w Będzinie (zajezdnia tramwajowa i warsztaty),
- Zakład Komunikacyjny nr 2 w Chorzowie dz. Batory (zajezdnia tramwajowa i warsztaty),
- Zakład Komunikacyjny nr 3 w Bytomiu (zajezdnia tramwajowa w Bytomiu dz. Radzionków (ob. Stroszek) oraz zajezdnia autobusowa w Rozbarku),
- Zakład Komunikacyjny nr 4 w Gliwicach (zajezdnia tramwajowa i autobusowa),
- Zakład Komunikacyjny nr 5 w Katowicach (zajezdnia autobusowa w Śródmieściu Katowic oraz Oddział Autobusowy w Zawierciu),
- Zakład Komunikacyjny nr 6 w Jaworznie (zajezdnia autobusowa w Jaworznie oraz Oddział Autobusowy w Chrzanowie),
- Zakład Komunikacyjny nr 7 w Tychach (zajezdnia autobusowa i trolejbusowa w Tychach oraz Oddział Autobusowy w Czechowicach-Dziedzicach),
- Zakład Komunikacyjny nr 8 w Sosnowcu (zajezdnia autobusowa w Sosnowcu oraz Oddziały Autobusowe w Dąbrowie Górniczej dz. Gołonóg oraz w Będzinie i Olkuszu),
- Zakład Komunikacyjny nr 9 w Jastrzębiu (zajezdnia autobusowa w Jastrzębiu oraz Oddziały Autobusowe w Rybniku, Wodzisławiu i Raciborzu),
- Zakład Komunikacyjny nr 11 w Świerklańcu (zajezdnia autobusowa),
- Zakład Komunikacyjny nr 15 w Katowicach (zajezdnia autobusowa w dz. Bogucice (ob. dz. Zawodzie))

oraz 3 zakładów pomocniczych:
- Zakład Napraw Autobusów ‘Ikarus’ nr 10 w Mikołowie,
- Zakład Zaopatrzenia i Transportu Nr 12 w Katowicach,
- Zakład Remontów Torów i Budynków Nr 13 w Katowicach.

## Historia
27 lutego 1951 roku uchwałą Wojewódzkiej Rady Narodowej w Katowicach przekształcono przedsiębiorstwo Śląsko-Dąbrowskie Linie Komunikacyjne w Wojewódzkie Przedsiębiorstwo Komunikacyjne w Katowicach.
Zgodnie z Zarządzeniem Nr 175/91 Wojewody Katowickiego z dnia 13 września 1991 r. w sprawie podziału Wojewódzkiego Przedsiębiorstwa Komunikacyjnego w Katowicach, przedsiębiorstwo zostało podzielone na samodzielne zakłady komunikacyjne, z których powstały Przedsiębiorstwa Komunikacji Miejskiej oraz Przedsiębiorstwo Komunikacji Tramwajowej. Samo zaś WPK zostało postawione w stan likwidacji w dniu 1 sierpnia 1992 roku. Ostatecznie przedsiębiorstwo zostało zlikwidowane z dniem 31 marca 2006 roku, natomiast 30 sierpnia 2006 r. złożono wniosek o wykreślenie WPK z Krajowego Rejestru Sądowego.